# Сун Юйці
Сун Юці, або Юці (Уґі) (кит.: 宋雨琦, кор. 송우기; нар. 23 вересня 1999, Пекін, КНР), відома під псевдонімом Юці (Уґі) (кор. 우기) — китайська співачка, авторка пісень, продюсерка та танцюристка. Активно виступає сольно в Китаї та входить до складу південнокорейського жіночого гурту (G)I-DLE, дебютувавши 2018 року. Була учасницею китайського вар'єте Keep Running у 2019, 2021 роках, а з 2023 року працювала ведучою реаліті-шоу KakaoTV Learn Way (2020—2021).

## Ранні роки
Сун Юці народилася 23 вересня 1999 року в Пекіні — столиці Китаю. В дитинстві відвідувала Пекінську загальноосвітню школу № 101.

## Кар'єра

### Початок кар'єри
У 2015 році 15-літня Сун Юці відвідала фестиваль Cube Star World Audition Beijing Station, виконавши пісні гурту CLC «High Heels» та GEM «Bubble». Потім вона пройшла кастинг і стала стажером Cube Entertainment.
У червні 2017 року знялася в рекламному відео для Rising Star Cosmetics.

### 2018—2020: (G)I-dle та сольна діяльність

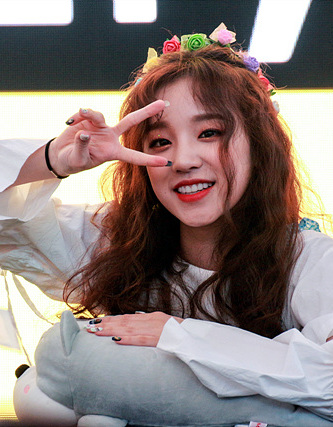
Співачка Юці у 2018 році.

8 квітня 2018 року стало відомо, що Юці стане учасницею нового жіночого гурту CUBE Entertainment, (G)I-dle. Майже через місяць вона дебютувала з гуртом 2 травня 2018 року з головним синглом під назвою « Latata» з їхнього дебютного альбому I Am.
У 2019 році співачка стала учасницею акторського складу сьомого сезону китайського телешоу Keep Running.
У квітні 2019 року Сун Юці пройшла кастинг у новому естрадному шоу «Гашині». Пілотний епізод вийшов у ефір 19 травня. В вже у червні 2019 року Юці було затверджено до складу акторської трупи серіалу «Закон джунглів у М'янмі». У вересні дівчина виступала у соціальному туристичному реаліті-шоу Please Pay Attention Visitors, закінчуючи його піснею «Happy Seasoning».
У травні 2020 року Юці дебютував як співавторка пісень і композитор із піснею «I'm the Trend». Це пісня, присвячена фанатам гуртів (G)-Idle, Neverland, і була оприлюднена під час першого онлайн-концерту її гурту I-Land: Who Am I, 5 липня 2020 року. 29 травня Сун Юці була обрана першим виконавцем разом із Ексі з дівочого гурту WJSN та Єореумом у фільмі 1theK Originals «The First Date». Шоу було створено з метою зближення учасниць дівочого музичного гурту під час участі в різноманітних іграх та вікторинах. Співачка брала участь у записі заголовного синглу «Dumdi Dumdi» з однойменного першого альбому (G)I-dle разом із Зі Кінгом у китайській ліричній традиції. 17 вересня KakaoTV запустив оригінальну розважальну програму Learn Way, до якої запрошували експертів у різних галузях. Сун Юці дебютувала в ній, як телеведуча. Шоу вийшло в ефір 20 вересня. У жовтні Сун Юці знімалася в серіалі I'm a Survivor на tvN, у якому Пак Ен Ха виступає в ролі інструктора з відбору шести співачок для участі в навчальному проєкті з виживання. 9 листопада було оголошено, що співачка також разом із Krafton братиме участь у кіберспортивному реаліті-шоу G-Star 2020, де знаменитості та стримери вступили до спеціальної школи, де беруть участь у реальних епізодах відеогри PlayerUnknown's Battlegrounds Series 3, аналізуючи їх. 22 листопада Сун Юці з'явилася на Play Seoul, програмі, створеній Seoul Tourism Foundation та KBS, де впливові зірки в режимі реального часу розповідають уболівальниками з усього світу про свій досвід перебування в Сеулі. Шоу спрямоване на популяризацію безпечного туризму в Сеулі після епідемії COVID-19. Співачка познайомила глядачів з вулицями Сеула, пов'язаними з сучасною модою, відвідавши Euljiro та Ithaewon із їхніми кафе та ресторанами. 30 листопада 2020 року Сун Юці також з'явилася у шоу про подорожі Seoul Connects U, спільному проєкті MBC та Seoul Tourism Foundation. Програма знайомить туристів з усього світу про відвідування різних туристичних локацій Сеула в різний час, пов'язуючи минуле та сьогодення за допомогою старих світлин та участі зірок й фанатів у реальному часі.

### 2021: Сольний дебют
6 травня 2021 року CUBE Entertainment оголосила, що Юці дебютує як сольна виконавиця із синглом «A Page» 13 травня, виконавши пісні «Giant» та «Bonnie & Clyde». 27 жовтня на відкритті зимової Олімпіади-2022 та Паралімпійських ігор у Пекіні 2022 року, виконала тематичну пісню «Salute to the Heroes».

## Особисте життя
Сун Юці переїхала до Південної Кореї в 2016 році і, як відомо, володіє корейською мовою на високому рівні. Її рівень володіння корейською мовою було підтверджено у 2020 році, коли вона отримала 5-й рівень із 6-ти в загальному тесті TOPIK (222 із 230 балів — 6-го рівня). На запитання про рівень володіння мовою у KBS2 «Щасливі разом 3», співачка відповіла: «Кім Су Хьон був моїм учителем корейської мови. Я закохалася в нього після перегляду драми Моє кохання із зірки. Я вивчала корейську з моєю мамою за дорамами».
Окрім корейської та її рідної китайської, Сун Юйці також вільно володіє англійською.

## У ЗМІ
Після появи в різних південнокорейських розважальних шоу, таких як KBS2 Happy Together 3, JTBC Knowing Bros, MBC Every 1 Korean Foreigners та SBS Людина, що біжить. Вона також виступає спеціальною ведучою в шоу SBS MTV і була ведучою власного шоу Learn Way на KakaoTV. Незважаючи на те, що Сун Юці була іноземкою, корейці відзначають її таланти та вільне володіння корейською мовою, використовуючи слова, які знають лише місцеві жителі. Корейські ЗМІ посилалися на її «рівень таланту класу Ю Дже Сок» та відзначають її «видатні навички які відрізняються від можливостей інших ідол-гуртів».

## Інші проєкти
У 2021 році Сун Юці було призначено послом Міжнародного дня глухих, спільно організованого Baidu та Listening Foundation.
28 квітня 2019 року співачку було обрано новою моделлю косметичної марки Vivlas.
У 2021 році Сун Юці стала одним із найбільш затребуваних індосерів серед молодих споживачів завдяки своїм видатним виконавським талантам. У червні співачку підтримав Momenten — бренд газованого слабоалкогольного напою без цукру, а також Limflare, модний і ювелірний бренд. 6 серпня її було обрано обличчям розкішних сонцезахисних окулярів і окулярів Ray-Ban у Китаї через її «сміливість у вираженні свого справжнього „я“, сповненої позитивної енергії».

## Дискографія

### Сингл-альбоми
| Назва  | Подробиці |
| ------ | --- |
| A Page | - Випущено: 13 травня 2021 - Лейбл: CUBE Entertainment, Republic Records, Kakao Entertainment - Формати: цифрове завантаження, потокове передавання |

### Сингли
| Назва                                                                                         | Рік                   | Пікові позиції у чартах | Альбом                            |
| Назва                                                                                         | Рік                   | KOR Down.               | Альбом                            |
| Як головна виконавиця                                                                         | Як головна виконавиця | Як головна виконавиця   | Як головна виконавиця             |
| --------------------------------------------------------------------------------------------- | --------------------- | ----------------------- | --------------------------------- |
| «Giant»                                                                                       | 2021                  | 27                      | A Page                            |
| «Bonnie & Clyde»                                                                              | 2021                  | 68                      | A Page                            |
| Як запрошена виконавиця                                                                       |                       |                         |                                   |
| «Hate Rodrigo»                                                                                | 2023                  | 117                     | Hate XX                           |
| Колаборації                                                                                   |                       |                         |                                   |
| «造亿万吨光芒» (разом із Angelababy, Лі Ченом, Чжен Кай, Zhu Yawen, Wang Yanlin та Лукас Вон) | 2019                  | —                       | Keep Running OST                  |
| «Happy Seasoning» (кит.: 开心调味计)                                                          | 2019                  | —                       | Please Pay Attention Visitors OST |
| «ВВС» (разом з Stage Boom)                                                                    | 2021                  | —                       | Stage Boom OST                    |
| «Sweet Dream» (разом із Чо-Мійон)                                                             | 2023                  | 97                      | Love to Hate You OST Part 1       |
| «—» релізи, що не потрапили у чарти або не були випущені у відповідних регіонах.              |                       |                         |                                   |

### Досягнення
Усі описи пісень узяті з бази даних Корейської асоціації авторських прав на музику, якщо не зазначено інше.
| Назва                            | Рік  | Виконавець | Альбом      | Композиція | Поет-пісняр | Інше        | Прим.  |
| -------------------------------- | ---- | ---------- | ----------- | ---------- | ----------- | ----------- | ------ |
| «Dumdi Dumdi» (китайська версія) | 2020 | (G)I-dle   | Dumdi Dumdi | Ні         | Так         | Вокал       | [ 15 ] |
| «I'm the Trend»                  | 2020 | (G)I-dle   | Dumdi Dumdi | Так        | Так         |             | Н/Д    |
| «Lost»                           | 2021 | (G)I-dle   | I Burn      | Так        | Так         |             | Н/Д    |
| «Hwaa» (китайська версія)        | 2021 | (G)I-dle   | I Burn      | Ні         | Так         | Вокал       | [ 35 ] |
| «Giant»                          | 2021 | Сун Юйці   | A Page      | Так        | Так         |             | Н/Д    |
| «Polaroid»                       | 2022 | (G)I-dle   | I Never Die | Так        | Так         | аранжування | Н/Д    |
| «Liar»                           | 2022 | (G)I-dle   | I Never Die | Так        | Так         |             | Н/Д    |
| «Rain» (소나기)                  | 2022 | Miyeon     | My          | Так        | Ні          |             | Н/Д    |
| «Reset»                          | 2022 | (G)I-dle   | I Love      | Так        | Ні          | Аранжування | Н/Д    |
| «Dark (X-File)»                  | 2022 | (G)I-dle   | I Love      | Так        | Ні          |             | Н/Д    |
| «All Night»                      | 2023 | (G)I-dle   | I Feel      | Так        | Так         |             | Н/Д    |
| «Peter Pan» (어린 어른)          | 2023 | (G)I-dle   | I Feel      | Так        | Так         |             | Н/Д    |

## Відеокліпи
| Назва              | Рік  | Режисер(и)                        | Прим.  |
| ------------------ | ---- | --------------------------------- | ------ |
| «Giant»            | 2021 | Тезо Дон Лі (Tjoff Koong Studios) | [ 36 ] |
| «Bonnie and Clyde» | 2021 | Мамесяо (Clubmedia)               | [ 37 ] |

## Фільмографія

### Телевізійні шоу
| Рік        | Назва                     | Мережа    | Роль                       | Нотатки                           | Прим.         |
| ---------- | ------------------------- | --------- | -------------------------- | --------------------------------- | ------------- |
| 2019–тепер | Продовжуй бігти           | ZRTG      | Учасник акторського складу |                                   | [ 38 ]        |
| 2019       | Гашині                    | MBC       | Учасник акторського складу |                                   | [ 39 ]        |
| 2019       | Закон джунглів у М'янмі   | SBS       | Учасник акторського складу |                                   | [ 10 ] [ 11 ] |
| 2020       | Я вижив                   | tvN       | Учасник акторського складу |                                   | [ 17 ]        |
| 2020       | King of Mask Singer       | MBC       | Конкурсант                 | Як «Pineapple Pizza» (Епізод 279) | [ 40 ]        |
| 2020       | Грати в Сеул              | KBS       | Гід                        | Екскурсія по модній вулиці        | [ 19 ]        |
| 2020       | Сеул з'єднує U            | MBC       | Гід                        |                                   | [ 20 ]        |
| 2021       | Сцена бум                 | iQiyi     | Конкурсант                 |                                   | [ 41 ]        |
| 2021       | 请吃饭的姐姐              | ZRTG      | Учасник акторського складу |                                   | [ 42 ]        |
| 2021       | Давай закохаємося 3 сезон | Youku     | Учасник акторського складу |                                   | [ 43 ] [ 44 ] |
| 2021       | 2060 рік                  | ТБ Цзянсу | Учасник акторського складу |                                   | [ 45 ] [ 46 ] |
| 2021       | Блиск! Супер Брати        | Youku     | Хост                       |                                   | [ 47 ] [ 48 ] |

### Веб-шоу
| Рік  | Назва                 | Платформа       | Роль                       | Нотатки      | Прим.         |
| ---- | --------------------- | --------------- | -------------------------- | ------------ | ------------- |
| 2020 | Перше побачення       | Оригінали 1theK | Учасник акторського складу |              | [ 14 ]        |
| 2020 | Learn Way             | KakaoTV         | Хост                       | 1 сезон      | [ 16 ]        |
| 2020 | G-Star 2020 — Krafton | KakaoTV         | Учасник акторського складу |              | [ 18 ]        |
| 2020 | My Dream Is Ryan      | KakaoTV         | Особливі студенти          | Епізод 14–16 | [ 49 ] [ 50 ] |
| 2022 | Гра з нульовою сумою  | TVING           | Хост                       |              | [ 51 ]        |

### Веб-серіали
| Рік  | Назва        | Роль     | Нотатки           | Прим.  |
| ---- | ------------ | -------- | ----------------- | ------ |
| 2023 | Знаменитість | Чжан Вей | Камео (серія 8–9) | [ 52 ] |